# Bloomsbury (Nueva Jersey)
Bloomsbury es un borough ubicado en el condado de Hunterdon en el estado estadounidense de Nueva Jersey. En el año 2010 tenía una población de 870 habitantes y una densidad poblacional de 362,5 personas por km².

## Geografía
Bloomsbury se encuentra ubicado en las coordenadas 40°39′11″N 75°05′07″O / 40.65306, -75.08528.

## Demografía
Según la Oficina del Censo en 2000 los ingresos medios por hogar en la localidad eran de $64,375 y los ingresos medios por familia eran $67,500. Los hombres tenían unos ingresos medios de $51,053 frente a los $33,750 para las mujeres. La renta per cápita para la localidad era de $26,392. Alrededor del 3.8% de la población estaba por debajo del umbral de pobreza.